# Eurodicautom
Eurodicautom var en databas över terminologi inom EU. Syftet med databasen var att översätta ord mellan EU:s olika officiella språk. Det var inte någon komplett ordlista, utan innehöll främst ord som var vanliga inom EU:s administration och styre. Databasen var gratis att använda. Den upphörde att existera 2007.